# Ла Тремуй, Жорж де
Жорж де Ла Трему́й (фр. Georges de La Trémoille; 1384 — 6 мая 1446, Сюлли-сюр-Луар, Королевство Франция) — французский аристократ, граф де Гин, граф Оверни и Булони (1416—1424), виконт де Тур, сеньор де Сюлли, де Жонвель и де Краон, великий камергер Франции. В старых русских источниках его фамилия могла передаваться как Тремуйль. Участвовал в Столетней войне, был фаворитом короля Карла VI до своего падения в 1433 году.

## Биография
Жорж де Ла Тремуй родился в 1384 году и стал вторым сыном Ги VI де Ла Тремуя и Мари де Сюлли. Он был придворным бургундского герцога Жана Бесстрашного, которого сопровождал в Париж в 1413 году. Позже Ла Тремуй перешёл на сторону арманьяков. Был управляющим двора при Карле VI и Карле VII, с 1413 года — главным смотрителем вод и лесов Франции, губернатором Дофине. При Азенкуре в 1415 году попал в плен и получил свободу за выкуп.
В дальнейшем Ла Тремуй снова примкнул к бургиньонам. В феврале 1427 года он при поддержке коннетабля Артура де Ришмона захватил в плен королевского министра Пьера де Жиака. Последний был утоплен, а его вдова стала женой Ла Тремуя, принеся ему все деньги и драгоценности первого мужа. В июле 1427 года Ла Тремуй перешёл на сторону короля и занял в его совете место Жиака, а вскоре стал великим камергером Франции. Интригами он добился удаления от двора Ришмона.
Ла Тремуй стал фаворитом короля и приобрёл огромное влияние на все государственные дела. На коронации 17 июля 1429 года он был одним из шести пэров, занимая место графа Тулузского. Вместе с Рено де Шартром противостоял сторонникам Жанны д’Арк и выступал за переговоры с Бургундией. В бою при Монтепиллуа 14 августа 1429 года был выбит из седла и чудом избежал плена. Стал губернатором Компьена и назначил комендантом города Гильома де Флави, позже оборонявшего Компьен от англичан вместе с Жанной.
В 1433 году против Ла Тремуя был организован заговор, в котором участвовали Иоланда Арагонская, Пьер II де Брезе и коннетабль де Ришмон. Близ Шинона на Ла Тремуя напали и ранили; он сохранил жизнь только благодаря своей тучности. После этого его схватили и заточили в замке Монрезор. Он сложил с себя все полномочия и поселился в Сюлли-сюр-Луар. В 1440 году принимал участие в Прагерии и был помилован вместе с прочими. В последние годы жизни на короткое время вернулся ко двору.

## Семья
Первым браком Ла Тремуй был женат на Жанне Овернской, вдове Жана Беррийского, дяди короля Карла VI. Этот брак сделал Жоржа графом Оверни и Булони, но только до 1424 года, когда Жанна умерла бездетной. В 1427 году он женился во второй раз — на Катрин де Л’Иль-Бушар, вдове Пьера де Жиака. От этого брака родились Луи I, Жорж II и Луиза, жена Бертрана VI де Ла Тур д’Овернь